# Vackra barn
Vackra barn (originaltitel Beautiful Child) är en bok från 2002 av den amerikanska barnpsykologen Torey Hayden. Den kom ut i svensk översättning samma år.
Boken handlar om flickan Venus som hamnar i Toreys klass. Hon kommunicerar inte på något vis med omvärlden, och det är Toreys jobb att undervisa henne och tränga igenom Venus skal. I klassen går det även andra barn med olika former av känslomässiga funktionsnedsättningar.